# چاه عشایری حاجی حسینی
چاه عشایری حاجی حسینی یا چاه شهیدعبدالهی روستایی در دهستان درح بخش درح شهرستان سربیشه استان خراسان جنوبی ایران است.

## جمعیت
بر پایه سرشماری عمومی نفوس و مسکن در سال ۱۳۹۵ جمعیت این روستا ۱۵۴ نفر (۳۹خانوار) بوده‌است.